# 3ª Armata (Regio Esercito)
La 3ª Armata è stata una grande unità complessa del Regio Esercito con cui prese parte alla prima e alla seconda guerra mondiale e nel secondo dopoguerra per un ventennio dell'Esercito Italiano.

## Storia

### Prima guerra mondiale
Le origini della grande unità risalgono al Comando Designato 3ª Armata costituito a Firenze nell'agosto 1914, agli ordini del tenente generale Luigi Zuccari.
Il 24 maggio 1915, all'entrata in guerra dell'Italia nel primo conflitto mondiale, la 3ª Armata venne destinata nelle zone di operazioni del Carso e di Trieste. Dopo la destituzione di Zuccari, il Comando dell'Armata venne affidato interinalmente al generale Vincenzo Garioni, e poi al generale Emanuele Filiberto di Savoia-Aosta e alle dipendenze della Grande Unità vennero posti il VI Corpo d'armata al comando del generale Carlo Ruelle, il VII Corpo d'armata al comando del generale Vincenzo Garioni e l'XI Corpo d'armata con a capo il generale Giorgio Cigliana.
La sede del Comando, in zona bellica, fu, per un periodo, a Cervignano del Friuli. Il compito della 3ª Armata era quello di condurre le operazioni per far indietreggiare l'Esercito austro-ungarico che tentava di entrare da est.
La 3ª Armata fu impegnata in tutte le battaglie dell'Isonzo, dal giugno 1915 alla fine dell’estate del 1917, sul fronte del Carso, subendo perdite enormi, la propaganda dell'epoca la soprannominò invitta in quanto se pure i risultati di battaglia furono inconcludenti o marginali, l'armata non fu mai direttamente sconfitta in battaglia.
Le prime quattro battaglie si svolsero tra giugno e dicembre del 1915 e furono caratterizzate dai classici principi di guerra di posizione, raggiungendo obiettivi territoriali di scarsa importanza, ma progressivamente, a partire da quel momento, l'Impero Asburgico iniziò ad inviare sul fronte italiano forze sempre più numerose.
In particolare, la prima e la seconda battaglia dell'Isonzo costituirono il tentativo di contrastare le manovre tedesche sul fronte orientale, mentre la terza e la quarta furono volte ad alleggerire le manovre degli imperi centrali sulla Serbia.
Nel 1916 tra l'11 e il 19 marzo si svolse la quinta battaglia, nella quale l'offensiva italiana venne respinta ma la minaccia della Strafexpedition austriaca nel Trentino costrinse il generale Cadorna a spostare mezzo milione di soldati dal Carso al Trentino, e ciò comportò un affievolirsi degli scontri sull'Isonzo fino a farli cessare completamente. Nei pressi di Gorizia delle scaramucce tra i due eserciti continuarono per mesi. Il 29 giugno del 1916, vi fu il primo attacco austro-ungarico con il gas tossico. Colti nel sonno, nelle linee del Monte San Michele, 2 700 italiani delle brigate Regina e Brescia morirono e circa 4 000 rimasero gravemente intossicati. I soldati italiani dell'XI Corpo d'armata del generale Giorgio Cigliana riuscirono comunque a fermare il nemico. Con l'esaurisi alla fine di giugno dell'offensiva austriaca in Trentino Cadorna riprese l'iniziativa e tra il 27 luglio e il 4 agosto spostò uomini e mezzi dal Trentino sull'Isonzo attaccando di sorpresa gli austriaci, le cui forze in quel settore erano relativamente scarse e la Sesta battaglia dell'Isonzo combattuta tra il 6 e il 17 agosto portò alla conquista di Gorizia, con il contributo fondamentale della 3ª Armata, grazie soprattutto ai successi iniziali sul Monte Sabotino a nord-est e sul Monte San Michele a sud-ovest che fecero crollare la linea difensiva austro-ungarica.
La rottura del fronte a oriente di Gorizia, portò alla Settima battaglia dell'Isonzo combattuta tra il 14 e il 16 settembre dove il Generale Cadorna fece implementare la tattica delle "spallate", attacchi energici e di breve durata su una fronte limitato. La 3ª Armata italiana, dalla quale dipendeva il I Gruppo aereo del Servizio Aeronautico del Regio Esercito, doveva irrompere sull'altura di Fajti (Quota 432) in direzione del Monte Tersteli per poi attaccare Trieste. Gli Italiani riuscirono appena a conquistare alcune trincee e una piazzaforte presso Merna.
A seguire l'ottava battaglia dell'Isonzo tra il 10 ed e il 12 ottobre 1916 nella zona di Doberdò, a est di Monfalcone, nella quale l'offensiva italiana venne respinta, e la Nona battaglia dell'Isonzo combattuta tra il 31 ottobre e il 4 novembre 1916 nella quale le truppe italiane avanzarono di pochi chilometri. Entrambe le battaglie rientrarono nello schema degli interventi di logoramento che non fecero guadagnare terreno e che costarono la vita a tanti soldati su entrambi gli schieramenti.
Nella tarda primavera del 1917, tra il 12 maggio e il 7 giugno fu combattuta la Decima battaglia dell'Isonzo, con lo scopo di rompere il fronte per raggiungere Trieste. La battaglia superò di gran lunga le nove precedenti, per quanto riguarda gli sforzi bellici e le perdite, senza conseguire peraltro lo sfondamento definitivo.
La successiva Undicesima battaglia, combattuta tra il 17 agosto e il 15 settembre nella quale fu impegnata in modo massiccio la 2ª Armata, fece realizzare una penetrazione di 10 chilometri nel dispositivo di difesa nemico, ma fece contare numerose perdite tra le truppe italiane che conquistarono la Bainsizza, il Monte Santo e il Monte San Gabriele, ma il Monte Hermada si dimostrò inespugnabile arrestando così l’offensiva italiana che se avesse avuto una maggiore spinta avrebbe permesso il collasso delle forze asburgiche. Alla fine della battaglia gli austriaci disponevano però di sole 24 divisioni, di fronte alle 51 degli italiani e sarà questa grave situazione che convincerà i tedeschi, alleato dell'Impero austro-ungarico a concentrare i propri sforzi sul fronte italiano dopo essersi liberati del fronte russo e allontanare il pericolo ormai imminente su Trieste, ricacciando gli italiani di là dalla frontiera dell'Isonzo.
La Dodicesima e ultima battaglia dell'Isonzo, preludio alla disfatta di Caporetto, durante la quale la 3ª Armata non venne interessata dallo sfondamento del fronte, in quanto avvenne nell'area di responsabilità della 2ª Armata, ebbe inizio il 24 ottobre; dopo un bombardamento di artiglieria durato sei ore, l’attacco austro-germanico penetrò subito in profondità. Le truppe tedesche travolsero le difese italiane e, rapidamente progredendo per il fondovalle, raggiunsero Caporetto lo stesso giorno. Il 26 ottobre cadde Monte Maggiore, su cui Cadorna contava come punto cruciale di una difesa di seconda linea; nello stesso giorno, il grosso del Regio Esercito Italiano rischiava l’annientamento, per cui, alle prime ore del 27 ottobre, fu dato l’ordine definitivo di ritirata. Gli scontri proseguirono fino a quasi metà novembre, spostandosi dalla zona dell'Isonzo a quella del Tagliamento per poi attestarsi su quella del Piave.
Dopo la disfatta di Caporetto, pur non essendo mai stata sconfitta, la 3ª Armata dovette ritirarsi insieme alle altre Grandi Unità sulla linea del Piave.
Sembrava, dopo la disfatta di Caporetto e la successiva destituzione dall'incarico del Generale Cadorna, che Emanuele Filiberto dovesse essere nominato Comandante del Regio Esercito fino alla conclusione delle ostilità, ma contro tutte le previsioni, Vittorio Emanuele III decise di nominare il Generale Armando Diaz. Tale scelta, sembra che sia stata presa dall’allora Re, per tenere in ombra il cugino divenuto popolare grazie alle imprese della 3ª Armata durante tutto il conflitto.
Nel corso del 1918 la 3ª Armata prese parte alla Battaglia del solstizio e alla decisiva battaglia di Vittorio Veneto.
Dal 5 settembre 1918 riceve il Gruppo speciale Aviazione I fino al 21 novembre successivo.
Dopo la vittoria italiana nel primo conflitto mondiale il Comando Designato 3ª Armata venne sciolto a Trieste nel luglio 1919.

### Seconda guerra mondiale
La 3ª Armata venne ricostituita il 6 giugno 1940 con sede a Trieste al comando venne designato il generale Carlo Geloso.
Da giugno a dicembre del 1940 la 3ª Armata con le unità da essa dipendenti, venne destinata a presidiare territori dell'Italia meridionale (Puglia-Calabria), del Lazio (Civitavecchia-Tivoli) e delle due isole principali Sicilia e Sardegna. Inquadrata nel Gruppo d'armate Sud era formata inizialmente dal IX Corpo d'armata di Bari, costituito dalla 29ª Divisione fanteria "Piemonte", dislocata in Sicilia, dalla 48ª Divisione fanteria "Taro", che dalla Calabria era in fase di trasferimento nel Lazio, e dalla 47ª Divisione fanteria "Bari" nella zona di Bari. Ricevuta il 16 luglio la 51ª Divisione fanteria "Siena" dalla 7ª Armata, cedette la Divisione "Piemonte" al XII Corpo d'armata; successivamente il 1º settembre alle dipendenze della 3ª Armata venne posto il XIII Corpo d'armata, dislocato in Sardegna, con le Divisioni "Sabauda" e "Calabria". Dopo aver avuto alle dipendenze il XII Corpo d'armata, di stanza in Sicilia, il Comando 3ª Armata, che nel corso della seconda guerra mondiale non prese mai parte a vere e proprie operazioni militari, venne sciolto il 20 dicembre 1940.

## Esercito Italiano
Nel dopoguerra il Comando operativo designato della 3ª Armata, venne ricostituito dall'Esercito Italiano nel 1952, poiché, dopo la seconda guerra mondiale, le tensioni tra l'Italia e la Jugoslavia relative al Territorio Libero di Trieste erano alte, e non facendo la Jugoslavia parte del patto di Varsavia, un conflitto tra i due paesi non avrebbe probabilmente coinvolto la NATO e in conseguenza di questo il 1º maggio 1952, l'Esercito Italiano riattivò la 3ª Armata a Padova per poter agire al di fuori della catena di comando della NATO in caso di scoppio di un conflitto tra Italia e Jugoslavia.
Con l'allentamento delle tensioni tra Italia e Jugoslavia, culminato con la divisione del Territorio Libero di Trieste, successivamente ratificata con il Trattato di Osimo del 1975, la 3ª Armata venne sciolta insieme al VI Corpo d'armata, il 1º aprile 1972.